# كريستينا كوكس
كريستينا كوكس (بالإنجليزية: Christina Cox)‏ (و. 1971 – م) هي ممثلة، من كندا، ولدت في تورونتو.

## وصلات خارجية
- كريستينا كوكس على موقع IMDb (الإنجليزية)
- كريستينا كوكس على موقع أول موفي (الإنجليزية)
- كريستينا كوكس على موقع قاعدة بيانات الأفلام السويدية (السويدية)
- كريستينا كوكس على موقع إن إن دي بي (الإنجليزية)
- كريستينا كوكس على موقع قاعدة بيانات الفيلم (الإنجليزية)